# На кладовищі Святого Орана
На кладовищі Святого Орана (англ. In Relig Odhráin) — вірш Ніла Геймана 2011 року. Написаний на основі легенди про Орана з Айона.

## Історія написання
На створення вірша Геймана надихнула книга Отта Ф. Свайра (англ. Otta F. Swire) про міфи та легенди Шотландії. Прочитавши декілька історій, Гейман пішов вигуляти свого пса та неочікувано для себе виявив, що подумки створює поезію. Згідно зі словами самого автора:
|  | Інколи, коли йдеш на прогулянку, в голові виникає певний ритм... Я помітив, що йду у такт зі строкою "Як Святий Колумба зійшов на острів Айона."Оригінальний текст (англ.) “Sometimes, when you walk, your mind goes into rhythms.....I found myself walking to along to the beat of the line ‘When St. Columba landed at the island of Iona.' ” |

## Сюжет
Ірландський святий Колумба та його друг Оран прибули на острів Айона та вирішили збудувати там каплицю. В одному зі своїх одкровень Колумбо побачив, що споруді потрібна жертва, яка б тривала купи усю будівлю. Такою жертвою став Оран, якого поховали живцем. Через три дні тіло відкопали, аби Колумба міг попрощатися зі своїм другом, але бездиханне тіло раптово ожило та промовило: «Небеса не чекають на добрих та великодушних. Немає вічних страждань, та не існує пекла для безбожників. І Бог не такий, який ви його уявляєте». Розлючений Колумба вдруге поховав Орана, а те місце отримало ім'я Святого .

## Публікації
2011 року вірш вийшов лімітованим виданням з ілюстраціями Майкла Зуллі. Цього ж року світ побачила лімітована публікація з ілюстраціями Тоні Гарріса. 2012 року «На кладовищі Святого Орана» потрапив до альбому «Вечір з Нілом Гейманом та Амандою Палмер», а 2015 року ввійшов до збірки короткої прози «Обережно, тригери!».

## Екранізація
2016 року з'явилася інформація, що режисер Джім Бетт планує створення короткометражної анімації на основі вірша. Станом на 2017 рік проект перебуває в процесі розробки.